# Divicone
Divicone (fl. I secolo a.C.) è stato un principe e condottiero gallo, capo delle tribù gallica degli Elvezi.

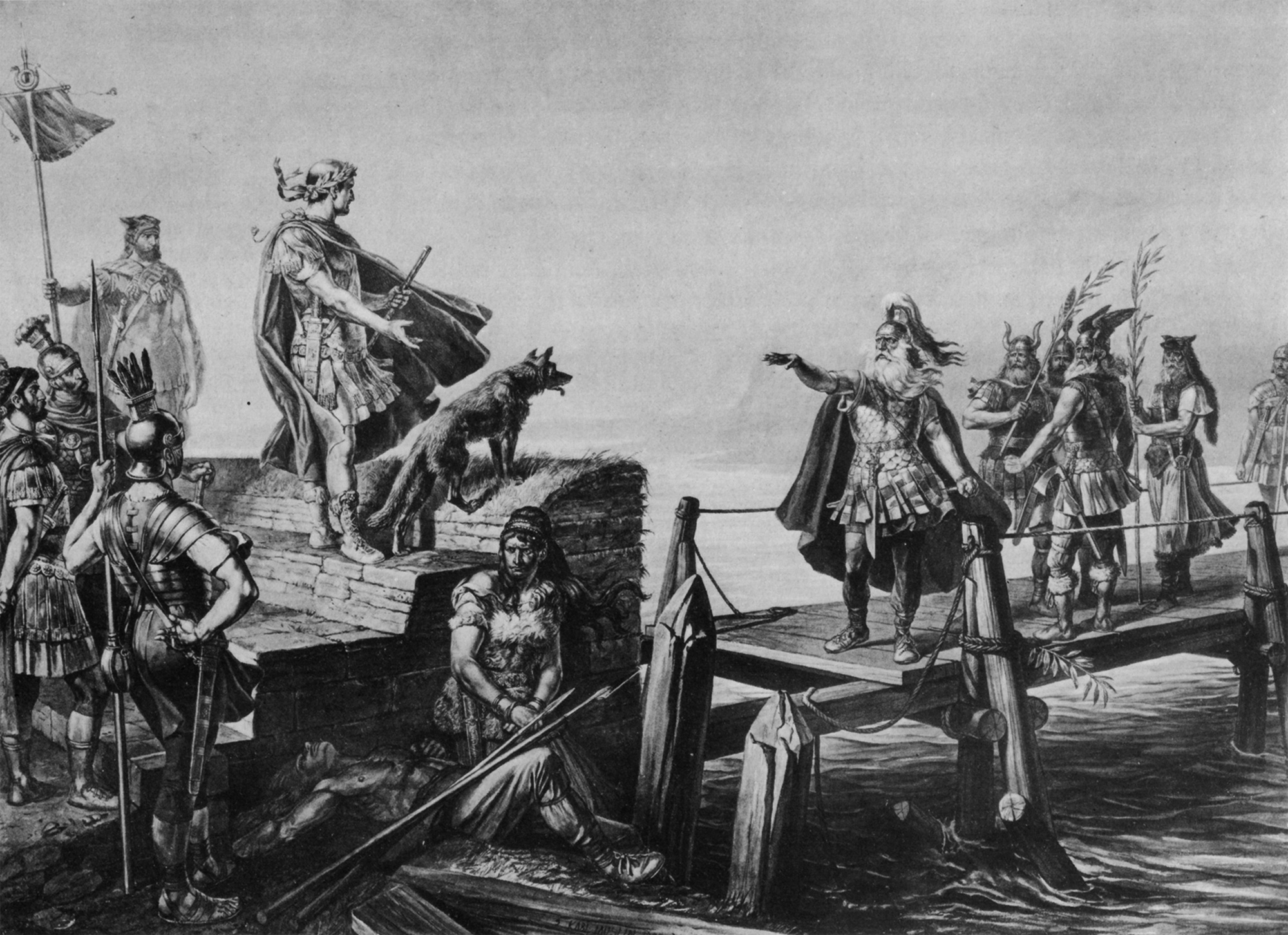
Cesare riceve l'ambasceria di Divicone sul fiume Arar.

Divicone è ricordato solo in due capitoli del primo libro del De bello Gallico, di Cesare, in cui il generale romano narra la campagna militare che nel 58 a.C. fece contro questo popolo, che dalle sue terre di origine (tra il lago di Costanza, il Rodano, il Giura, il Reno e le Alpi retiche) cercò di migrare verso le regioni occidentali della Gallia, attraversando il territorio della provincia romana della Gallia Narbonense. Gli Elvezi furono però respinti dalle legioni cesariane e cercarono quindi di passare per il paese dei Sequani.
Mentre erano in marcia e mentre una parte di loro stava attraversando con difficoltà il fiume Arar (la Saona), Cesare li attaccò e li mise in fuga e poi, per raggiungere le altre truppe degli Elvezi, fece costruire un ponte sull'Arar e fece così passare l'esercito dall'altra parte. Turbati da ciò, gli Elvezi mandarono al generale romano degli ambasciatori, tra cui c'era Divicone, che aveva comandato gli Elvezi che nel 107 a.C. avevano combattuto e sconfitto l'esercito romano guidato dal console Lucio Cassio Longino. Divicone rivolse un discorso molto duro a Cesare, che rispose con toni altrettanti duri. Le trattative fallirono e alla fine gli Elvezi saranno sconfitti e decimati nella battaglia di Bibracte (Bibracte, forse sul Mont Beuvray).